# Staurastrum odonatum
Staurastrum odonatum là một loài Song tinh tảo trong họ Desmidiaceae, thuộc chi Staurastrum.